# Commissione nazionale dei diritti umani della Corea
La Commissione nazionale dei diritti umani della Corea (국가인권위원회?, 國家人權委員會?, Guk-ga-in-gwon-wo-wonhoeLR; abbreviato NHRCK) è una commissione che si occupa della difesa dei diritti umani in Corea del Sud. Secondo il giudizio espresso dalla Corte Costituzionale della Corea nel 2010, è un'agenzia indipendente all'interno del ramo esecutivo del governo sudcoreano.
La commissione venne fondata il 25 novembre 2001 a seguito dell'approvazione della legge nazionale sui diritti umani e venne inaugurata come un corpo governativo indipendente adempiendo all'impegno elettorale dell'allora presidente Kim Dae-jung. Opera secondo i Principi di Parigi adottati dall'Assemblea Generale delle Nazioni Unite nel 1993.
Ha preso parte come membro dell'Asia Pacific Forum (APF) delle Istituzioni Nazionali dei Diritti Umani e del Comitato Internazionale di Coordinamento delle Istituzioni Nazionali per la Promozione e la Protezione dei Diritti Umani (ICC) dal 2002, e ha operato in qualità di presidente dell'APF nel 2004 e nel 2007, e come vicepresidente nel 2005 e 2008. Inoltre, è stata membro del Sottocomitato ICC per l'accreditamento dal 2007 al 2009. Ha ospitato la Settima Conferenza dell'Istituto nazionale dei diritti umani (ICNI) a Seoul nel settembre del 2004.

## Funzioni
La commissione segue il mandato comprensivo delineato nell'atto della commissione stessa e svolge le seguenti funzioni:
- Studiare i diritti umani e sviluppare ed implementare politiche in merito;
- Analizzare leggi, politiche e pratiche da una prospettiva incentrata sui diritti umani;
- Investigare in merito alle discriminazioni e violazioni riguardanti i diritti umani e provvedere a risolvere i problemi;
- Cooperazione interna con ministeri ed agenzie governative competenti, ONG ed altri collaboratori;
- Promuovere l'educazione riguardante i diritti umani ed incrementare la sensibilizzazione pubblica al riguardo;
- Promuovere e monitorare la nazionale implementazione dei trattati internazionali sui diritti umani;
- Cooperare con agenzie governative, organizzazioni della società civile, Organismi delle Nazioni Unite per i diritti umani e istituzioni nazionali per i diritti umani (APF, CPI);
- Altre questioni ritenute necessarie al fine di proteggere e promuovere i diritti umani.

## Organizzazione
La commissione è formata da undici commissari: presidente, tre commissari permanenti, e sette commissari non permanenti. Tutti i commissari sono eletti in base alle loro capacità personali e durano in carica tre anni al termine dei quali possono essere rieletti. Un numero minimo di commissari devono essere donne.
Il Comitato plenario, il corpo decisivo più importante, si riunisce due volte al mese, mentre il Comitato dei commissari permanenti si riunisce una volta a settimana.
Ci sono quattro sottocomitati tematici che si occupano di:
- Violazione dei diritti umani da parte dell'Ufficio del Procuratore, della Polizia e dell'esercito
- Violazione dei diritti umani nei centri di detenzione, correzionali e di assistenza di gruppo, nelle carceri e nelle strutture militari
- Problemi legati alla discriminazione
- Discriminazioni contro persone affette da disabilità

Il Segretariato, presieduto dal segretario generale, ha undici divisioni tematiche divise sotto tre uffici e diverse unità tra cui il centro di consulenza, la biblioteca dei diritti umani e il servizio di informazione pubblica.

### Presidenti
| N. | Nome            | Inizio mandato   | Fine mandato     |
| -- | --------------- | ---------------- | ---------------- |
| 1  | Kim Chang-guk   | 25 novembre 2001 | 24 dicembre 2004 |
| 2  | Choi Young-do   | 24 dicembre 2004 | 22 marzo 2005    |
| 3  | Cho Young-hwang | 4 aprile 2005    | 1 ottobre 2006   |
| 4  | Ahn Kyong-whan  | 30 ottobre 2006  | 5 luglio 2009    |
| 5  | Hyun Byung-chul | 17 luglio 2009   | 12 agosto 2015   |
| 6  | Hyun Byung-chul | 17 luglio 2009   | 12 agosto 2015   |
| 7  | Lee Sung-ho     | 13 agosto 2015   | 12 agosto 2018   |
| 8  | Choi Young-ae   | 4 settembre 2018 | 3 settembre 2021 |
| 9  | Song Doo-hwan   | 4 settembre 2021 | in carica        |

## Operato
Dalla sua fondazione nel 2001 al 2010, la NHRCK ha gestito oltre centocinquemila casi attraverso il servizio di counseling. Nel gennaio 2006 ha preparato lo sviluppo e la raccomandazione del Piano d'azione nazionale per i diritti umani (PAN), che è stato emanato dal governo nel maggio 2007. Ha sviluppato materiali educativi sui diritti umani, tra cui una serie di sette film sui problemi sui diritti umani, come la discriminazione verso i lavoratori migranti e i pregiudizi verso le minoranze, che sono stati poi usati come materiale educativo dalle scuole elementari all'università e nelle biblioteche pubbliche. Ha inoltre proposto e sostenuto il miglioramento delle condizioni di vita e delle pratiche nei centri di detenzione, nelle strutture correzionali e nelle strutture militari.
Dal 2005 assegna il Human Rights Award of Korea durante la Giornata mondiale dei diritti umani.